# Jean-Pierre Balpe
Jean-Pierre Balpe (3 de octubre de 1942 en Mende) es un erudito, poeta y escritor francés.

## Trayectoria

### Poeta
Jean-Pierre Balpe, Oficial de Artes y Letras, es un escritor e investigador en el ámbito de la relación entre la literatura y la informática. Desde 2006 hasta finales de 2011, ha sucedido a Henri Deluy como director de la Bienal Internacional de Poetas en Val-de-Marne.  Además de sus libros, ha tenido muchas otras publicaciones (poemas, cuentos, ensayos) en revistas como: Acción poética, Æncrages & Co , Diario de Royaumont, Sleepers, Signs Now y muchas otras más. Desde 1974 hasta 2010, cuando renunció, fue Secretario General de la revista Acción poética . Tenía el Gran Premio de Multimedia en 1999 LDMS para la novela El lienzo.

### Universidad
Profesor de la Universidad de París VIII Vincennes Saint Denis 1990-2005, fue director del departamento de Hipermedia de esta universidad. También fue codirector del Centro de Investigaciones Interdisciplinarias en Estética Digital (Paris 8 -. Ministerio de Cultura, DAP) y cofundador junto a Maurice Benayoun en la CITU (Creación de la Universidad Interactiva Transdisciplinaria) que codirigió hasta 2005. Encabezaron la Sección de Laboratorio (1990-2004) juntos.

### Artista
Fue el responsable de algunos textos de la exposición del immatériaux , en el Centre Georges Pompidou (1984-1985) y asesor de la Biblioteca Pública de Información para la exposición Memorias del Futuro (1987-1988).

## Logros multimedia
- Escenario Shanghai-París, escenario interactivo para videografía, INA-France Telecom, 1985.
- La finalización de la revista de informática KAOS n o  1, enero de 1991.
- La finalización de la revista de informática KAOS n o  2 de enero de 1992.
- La finalización de la revista de informática KAOS / poética Acción n o  3 de enero de 1993.
- Realización de la novela generativa El desconsolado por el Centro Regional de las Letras de Languedoc-Rosellón y el Consejo General de Lozere, junio de 1993.
- Realización de la novela generativa Una novela inacabada para el stand del Ministerio de Cultura en Milia, enero de 1995 y MIM Montreal, marzo de 1995.
- Realizar la instalación generativa ROMANOS (novela) para Fireworks exposición, Saint-Denis, noviembre-diciembre de 1996.
- La realización del espectáculo público e interactivos generativos Tres mitologías y un poeta ciego , Bienal Internacional de la poesía en Val-de-Marne - IRCAM, Paris 14 de noviembre de 1997.
- La realización del modelo de ópera interactiva y generativa Barba Azul , con Alexandre Raskatov (compositor), y Michel Jaffrennou (escritor); Producción Ex-Nihilo, 1998; presentada en el website del Ministerio de Cultura.
- Hoy de mañana, show musical interactivo para niños que usan un generador de texto, 22 de junio de 2000, encargado por el NHS Montbéliard.
- Error de sintaxis generador para el espectáculo musical Jacopo Baboni-Schilingi , encargado por el NHS y CICV Montbéliard, Festival de Belfort, diciembre de 2000.
- Trayectorias interactiva y generativa novela internet (con el grupo @ gráfico) precio 2000 Fundación Hachette.
- Labilogue, sistema interactivo y generador impulsado por la misión de la lengua francesa (Lyon, Bruselas, Montreal, Dakar), con Maurice Benayoun (artista) y Jean-Baptiste Barrière (compositor), octubre de 2000 - enero de 2001.
- Metápolis, sistema interactivo y generador controlado por el Museo Marco, AFAA y la Alianza Francesa (Monterrey, México), con Jacopo Baboni-Schilingi (compositor) y Miguel Chevalier (artista) de febrero a abril de 2002.
- ... Nographies, espectáculo multimedia con Liliane Giraudon y Jacopo Baboni-Schilingi (música) para la Bienal Internacional de poetas en Val-de-Marne y la Casa de la Poesía (teatro Molière), 17 de octubre de 2003.
- Babel poesía, poesía multilingüe generada para el "p0es1e Festival de Berlín", febrero-abril de 2004.
- Ficción (ficción), instalación de la casa de la cultura popular, Montreuil, junio de 2004.
- Herbario digital de instalación de Miguel Chevalier para el Museo de la caza, París, octubre de 2009-enero de 2010.
- Color de la Voz de instalación con el grupo XLR-Proyecto Subsistances (Lyon, 2010).
- Technopoèmes, produciendo una serie de grabación de sonido la poesía de vídeo desde 2005.
- Captura, creación de generadores de letras de rock, críticas y biografías de roqueros.
- Desde el año 2008, realiza con Bernard Girard una serie de programas sobre la poesía para Radio Aligre.

## Generadores automáticos literarios
- Autobiografía, París 1994.
- Epigramas, París 1994.
- Homenaje a Jean Tardieu, París 1994.
- El amor en el alma, 1994.
- La mente humana, París 1994.
- Máscara, París 1994.
- Tentaciones de Tántalo, París 1994.
- Proverbios, París 1994.
- Preguntas de amor y poesía, París 1994.
- Responder a Claude Adelen, París 1994.
- Una novela inacabada, París, 1994, presentó a los stands de la Consejería de Cultura, Milia Cannes 1995 y MIM (Montreal 1995).
- Orígenes ROMANOS en 1996, presentó a la exposición ARTIFICIOS (St-Denis, noviembre-diciembre de 1996).
- Tres mitologías y un poeta ciego, Bienal Internacional de poetas IRCAM (noviembre de 1997).
- Barba Azul, ópera digital (mayo de 1998).
- Trayectorias, novela de Internet interactiva y generativa, ISEA proyecto en diciembre de 2000 (precio 2000 Fundación Hachette).
- Mail-novela, novela de Internet, de marzo a julio de 2001.
- Metápolis, febrero de 2002.
- Poesía Babel, 2003.
- FICCIÓN (ficción), 2004.
- Ficciones Issy 2005.
- Pueblos con Chatonsky 2007
- Plantas para el herbario virtual Miguel Chevalier 2009.
- Biografías de los roqueros, opiniones rock, canciones líricas para la instalación de captura Chatonsky Gregory, Gaîté Lyrique, París, octubre de 2011.
- Generador de Fukushima "textos desastres", de 2012, Websynradio.
- Poesía Teatro, 2012.
- Novela Theater, 2012.
- Recuerdos Proust, 2012.
- Novela Novela, en 2012.

## Otras actividades
- Escribir poesía Software, el primer premio de la creación artística y la sección de literatura computadora , Agencia de TI / Antenne 2, 1981.
- Software de escritura automática y la escritura interactiva para la exhibición de los reinos , el Centro Georges Pompidou, de marzo a julio de 1985.
- Textos escritos de ficción interactiva en rosa novedosos software exposición Recuerdos del futuro , el Centro Georges Pompidou, 1987-1988.